# 伊勢鉄道イセI型気動車
伊勢鉄道イセI型気動車 （いせてつどういせIがたきどうしゃ）は、1987年（昭和62年）に3両が製造され、2004年（平成16年）まで使用された伊勢鉄道の気動車である。本項では1989年（平成元年）にイセI型の仕様を一部変更して1両が製造され、2005年（平成17年）まで使用された伊勢鉄道イセII型気動車 （いせてつどういせIIがたきどうしゃ）についても併せて記載する。

## 概要
1987年（昭和62年）3月に国鉄伊勢線を第三セクターに転換して開業した伊勢鉄道が開業に際して投入した気動車である。両運転台、トイレなし、セミクロスシートのイセI型3両が富士重工業で製造された。1989年（平成元年）には運転台構造などを変更したイセII型1両が追加された。イセI型、イセII型の走行装置、車体の基本寸法は同一である。イセIII型に置き換えられ、イセI型は2003年（平成15年）から2004年（平成16年）にかけて、イセII型は 2005年（平成17年）に廃車された。
| 形式     | イセI    | イセII |
| 前面     | 非貫通式 | 貫通式 |
| 車両定員 | 98       | 100    |
| 製造数   | 3        | 1      |

## 構造

### 車体

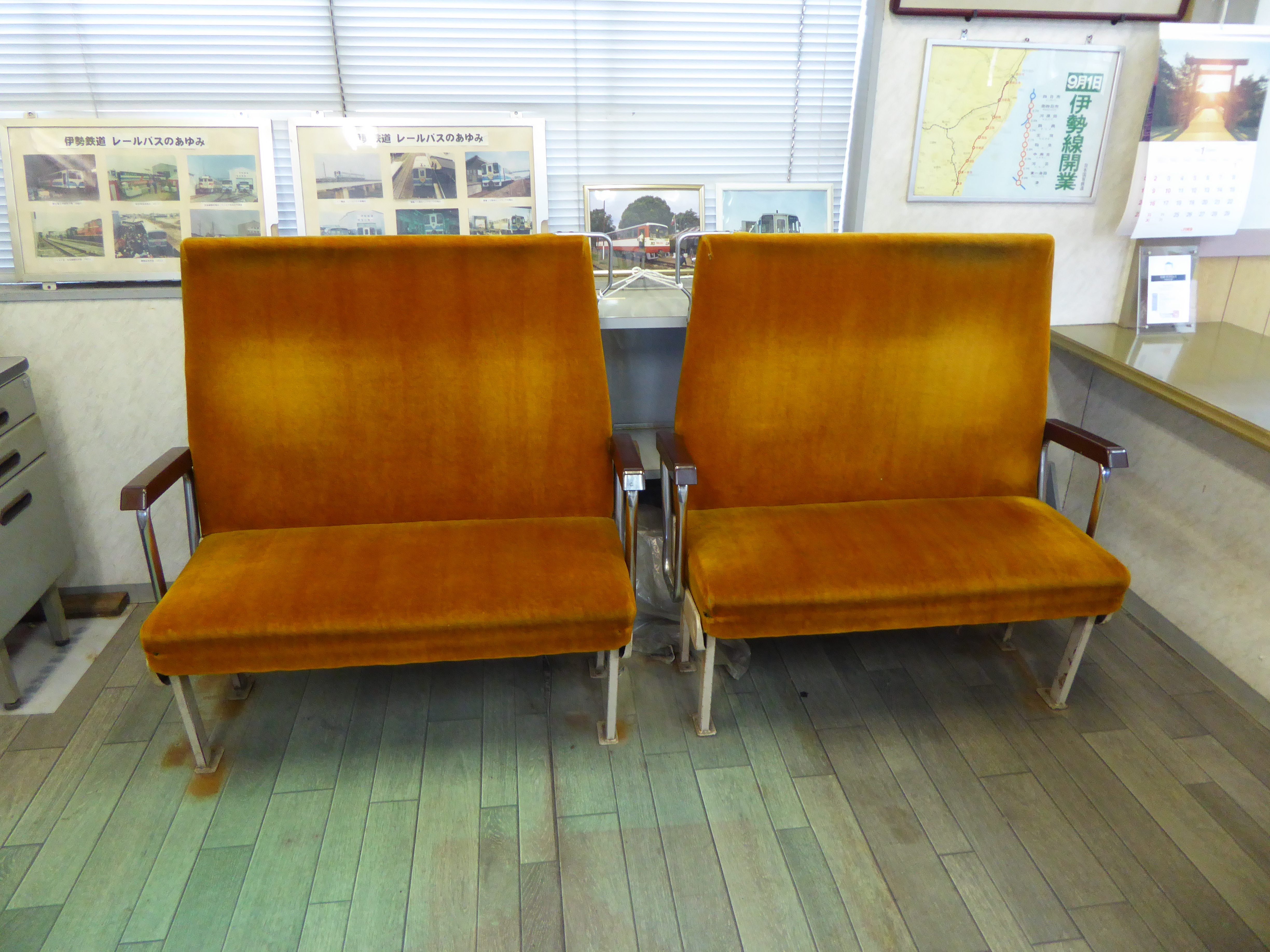
鈴鹿駅に展示されているイセ1の座席

富士重工業製のレールバスLE-Car IIをベースとし、1986年（昭和61年）に製造された甘木鉄道AR100形気動車、長良川鉄道ナガラ1形気動車と同タイプである。LE-Carではバスの構体を流用したため車体幅が2,440 mmとなっていたが、1985年（昭和60年）に製造された樽見鉄道ハイモ230-300形気動車から幅広の屋根部品を用意して車体幅が2,700 mmとなり、非貫通型ではバス用を流用していた前面も独自のものに変更された。イセI型、イセII型とも車体長は15,000 mm、正面非貫通のイセI型では乗務員室は中央に設けられた。正面貫通型のイセII型では運転席は左隅に移動している。イセI型では客用扉は幅990 mmの折り戸が片側2か所、両車端に設けられ、イセII型では乗務員扉が片側1箇所に設けられたため、客用扉は乗務員扉の後ろに移動している。イセI型では扉間には中央部に下半分が引き違い式、上半分が固定式の幅1,600 mmの窓6組が設けられ、両端に幅820 mmの固定式窓が設けられた。イセII型では820 mmの窓が1箇所減少し、1,400 mmの窓のうち3組が固定式になった。外部塗装は 白をベースに窓下に三重県の海をイメージした3本の青線と、三重県地図をイメージした形状が描かれた。
車内中央部には4人掛けボックスシートがイセI型で4組、イセII型で6組が設けられ、それ以外の部分はロングシートとなった。

### 走行装置

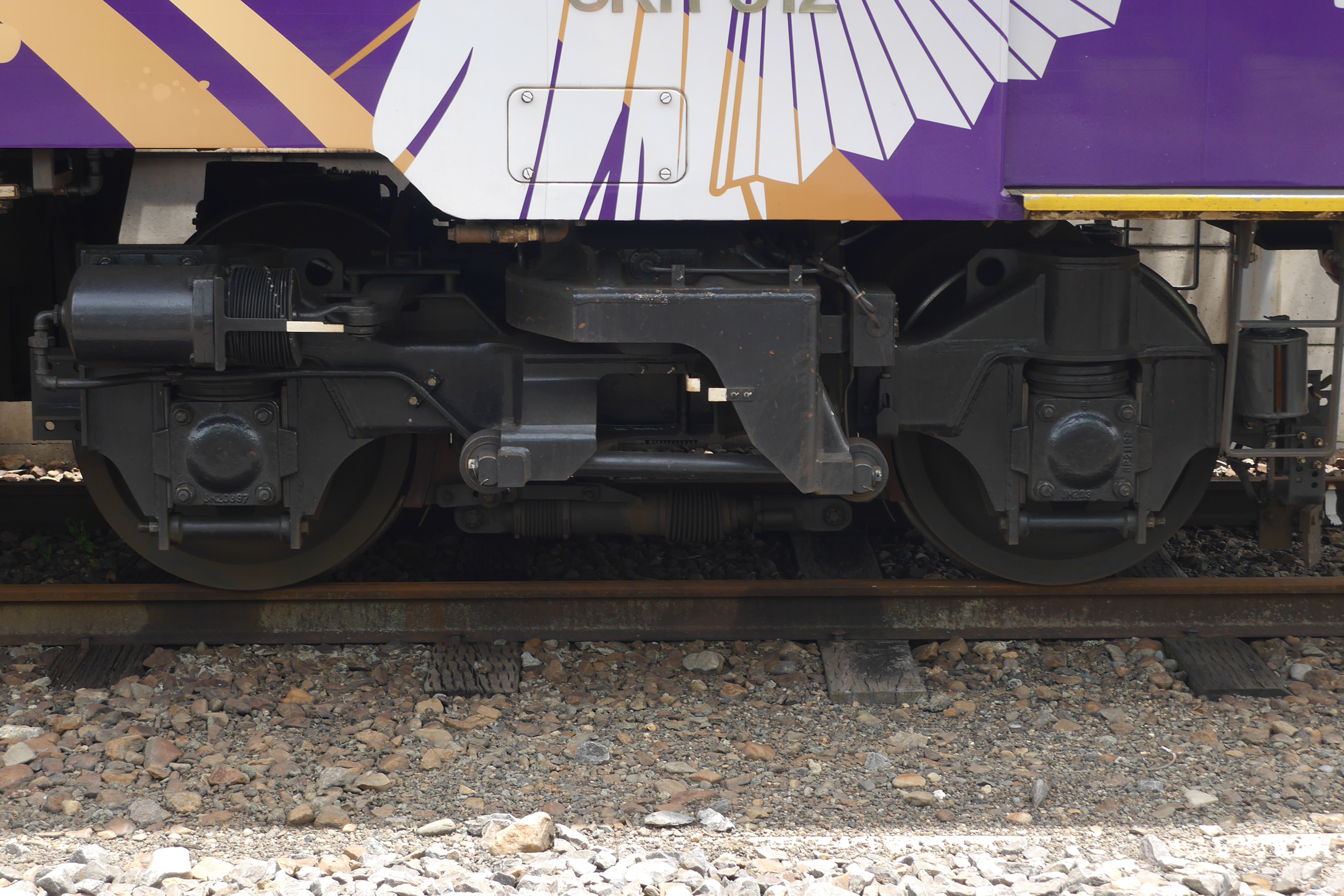
FU34系台車
写真は信楽高原鐵道SKR310形気動車のもの

エンジンは、日産ディーゼル製PE6HT03ディーゼルエンジン（定格出力184 kW / 1,900 rpm）を1基搭載、動力はSCAR0.91A液体変速機を介して台車に伝達される。前位側台車は2軸駆動の動台車FU34D、後位側は付随台車FU34Tで、いずれも空気ばね式である。制動装置はSME三管式直通ブレーキが採用された。

### 空調装置
暖房装置はエンジン排熱を利用した温風式である。冷房装置はバス用を流用した能力25.6 kW（22,000　kcal/h）のIBCU023が1基搭載された。

## 車歴
| 形式   | 車両番号  | 製造       | 廃車       |
| ------ | --------- | ---------- | ---------- |
| イセI  | イセ1号車 | 1987年2月  | 2003年2月  |
| イセI  | イセ2号車 | 1987年2月  | 2004年12月 |
| イセI  | イセ3号車 | 1987年2月  | 2003年12月 |
| イセII | イセ4号車 | 1989年12月 | 2005年12月 |

## 運用

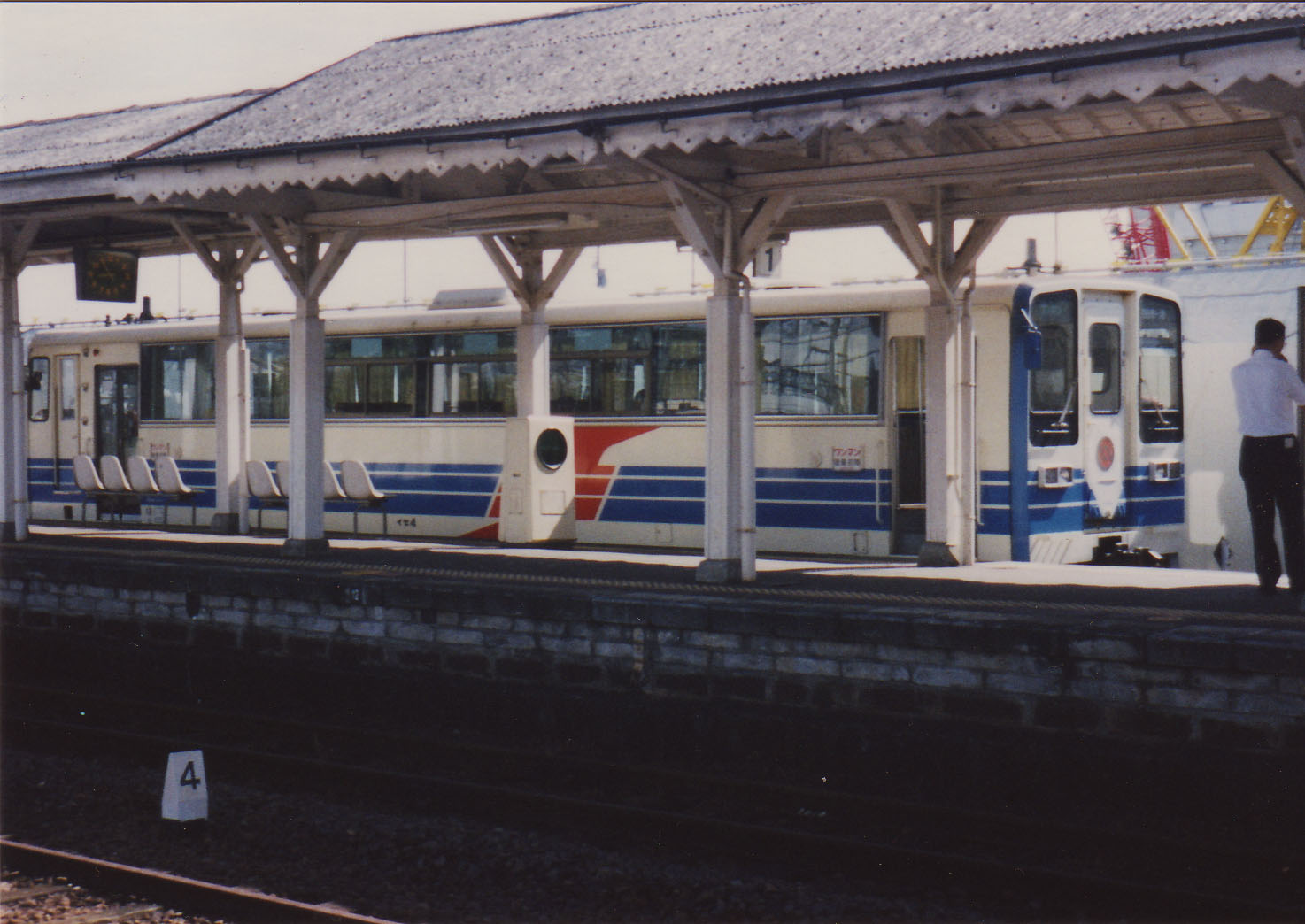
津駅に停車するイセII型4

1987年（昭和62年）3月の伊勢鉄道開業時は13往復が設定された。うち12往復は東海旅客鉄道（JR東海）関西本線に乗り入れ、四日市駅まで直通運転した。開業時は伊勢鉄道線内には途中玉垣駅にしか行き違い設備がなく、 JRから直通の特急列車も運転されていたため、途中運転間隔が2時間以上開く時間帯もあった。1989年（平成元年）7月14日河芸駅への交換設備新設、1993年（平成5年）3月7日に河原田駅 - 玉垣駅間が複線化、1993年（平成5年）7月4日に玉垣駅 - 中瀬古駅間複線化と線路容量が増強されるのにあわせてイセII型4が1989年（平成元年）に増備された。沿線の鈴鹿サーキットでのF1日本グランプリ開催時には全4両を使用した4両編成で運転されたこともあった。2003年（平成15年）からイセIII型に置き換えられて順次廃車され、イセI型は2004年（平成16年）に、イセII型は2005年（平成17年）に形式消滅した。イセ4は廃車後、天竜浜名湖鉄道TH1形気動車106、TH2形211、のと鉄道NT100形気動車105、106、109、112、122、126、130、133、日本貨物鉄道（JR貨物）DD51形機関車1001、1070とともにミャンマーへ輸出され、ミャンマー国鉄RBE2524となった。

### 書籍
- 寺田 祐一『私鉄気動車30年』JTBパブリッシング、2006年。ISBN 4-533-06532-5。

### 雑誌記事
- 『鉄道ピクトリアル』通巻480号「新車年鑑1987年版」（1988年5月・電気車研究会）
  - 長良川鉄道（株）検修区長 宮地一二三「長良川鉄道 ナガラ1形」 pp. 152

- 『鉄道ピクトリアル』通巻496号「新車年鑑1988年版」（1988年5月・電気車研究会）
  - 「’87年のニューフェイス 民鉄車両編」 pp. 13-19
  - 藤井信夫、大幡哲海、岸上明彦「各社別車両情勢」 pp. 118-133
  - 伊勢鉄道（株）機関区長 伊木伝四郎「伊勢鉄道イセ1形」 pp. 167
  - 「車両諸元表」 pp. 215-216
  - 「竣工月日表」 pp. 216-226

- 『鉄道ピクトリアル』通巻515号「<特集> 台車」（1989年8月・電気車研究会）
  - 吉川文夫「日本の鉄道車両 台車の歴史過程」 pp. 10-15

- 『鉄道ピクトリアル』通巻534号「新車年鑑1990年版」（1990年10月・電気車研究会）
  - 藤井 信夫・大幡 哲海・岸上 明彦「各社別車両情勢」 pp. 180-197
  - 「民鉄車両諸元表」 pp. 284-287
  - 「1990年度車両動向」 pp. 287-302

- 『鉄道ピクトリアル』通巻658号「<特集> レールバス」（1998年9月・電気車研究会）
  - 「足どりも軽く」 pp. 1-8
  - 高嶋修一「第三セクター・私鉄向け軽快気動車の系譜」 pp. 42-55

- 『レイルマガジン』通巻230号付録（2002年11月・ネコ・パブリッシング）
  - 岡田誠一「民鉄・第三セクター鉄道 現有気動車ガイドブック2002」 pp. 1-32

- 『鉄道ピクトリアル』通巻738号「鉄道車両年鑑2003年版」（2003年10月・電気車研究会）
  - 岸上 明彦「2002年度民鉄車両動向」 pp. 109-130
  - 「各社別新造・改造・廃車一覧」 pp. 208-219

- 『レイルマガジン』通巻250号（2004年7月・ネコ・パブリッシング）
  - 寺田 祐一「私鉄・三セク気動車 141形式・585輌の今!」 pp. 4-50

- 『鉄道ピクトリアル』通巻753号「鉄道車両年鑑2004年版」（2004年10月・電気車研究会）
  - 岸上明彦「2003年度民鉄車両動向」 pp. 120-140
  - 「各社別新造・改造・廃車一覧」 pp. 216-227

- 『鉄道ピクトリアル』通巻767号「鉄道車両年鑑2005年版」（2005年10月・電気車研究会）
  - 岸上 明彦「2004年度民鉄車両動向」 pp. 116-141

- 『鉄道ピクトリアル』通巻767号「鉄道車両年鑑2006年版」（2006年10月・電気車研究会）
  - 岸上 明彦「2005年度民鉄車両動向」 pp. 118-140
  - 「各社別新造・改造・廃車一覧」 pp. 205-220

- 『鉄道ピクトリアル』通巻790号（2007年6月・電気車研究会）
  - 斎藤 幹雄「ミャンマーへ渡った日本の車両第3報」 pp. 112-118

### Web資料
- “会社案内”.   伊勢鉄道. 2017年5月1日閲覧。